# Mina Salman
Mina Salman (arabă: ميناء سلمان ) este un port din Manama, Bahrain. Mina Salman a fost un port natural înainte de costruirea portului care a început în 1962 și care acoperă 80 de hectare. Este portul principal pentru mărfuri din Bahrain. Are 15 dane pentru containere, iar volumul de mărfuri care circulă în port este de 2,5 milioane de tone pe an.

## Legături externe
- Site oficial Arhivat în 22 mai 2014, la Wayback Machine.